# Tribunal Distrital dos Estados Unidos para o Distrito de Nova Hampshire

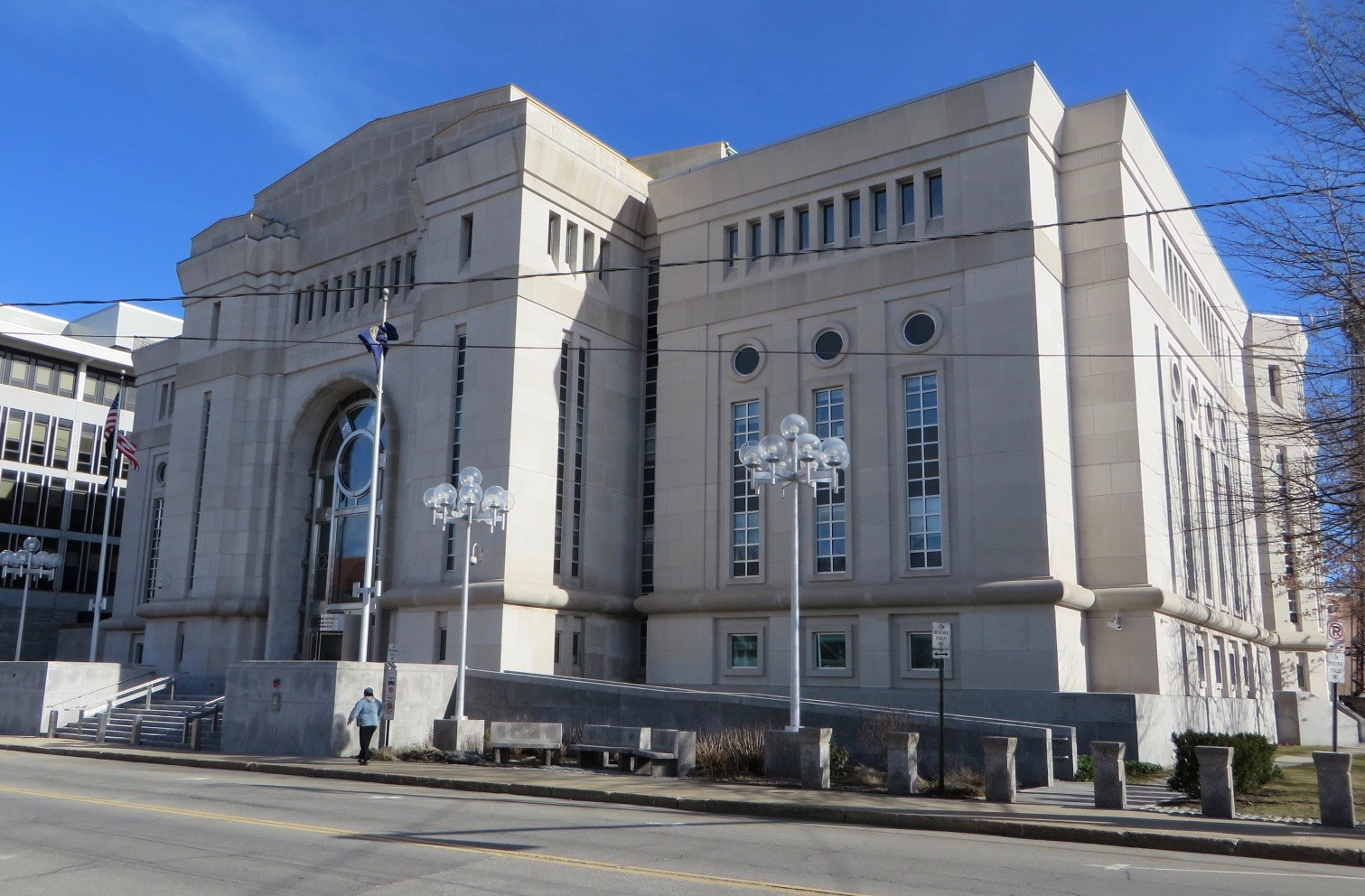
O Edifício do Tribunal dos EUA Warren B. Rudman em Concord

O Tribunal Distrital dos Estados Unidos para o Distrito de Nova Hampshire é o tribunal distrital federal cuja jurisdição compreende o estado de Nova Hampshire. O Tribunal Warren B. Rudman dos EUA para o distrito de New Hampshire está localizado em Concord.
Os recursos do Distrito de New Hampshire são julgados no Tribunal de Apelações dos Estados Unidos para o Primeiro Circuito (exceto para reivindicações de patentes e reivindicações contra o governo dos EUA sob a Lei Tucker, que são recorridas no Circuito Federal ).
O Escritório do Procurador dos Estados Unidos para o Distrito de New Hampshire representa os Estados Unidos em litígios civis e criminais no tribunal. Desde 2 de maio de  2022, a Procuradora dos Estados Unidos no distrito é Jane E. Young. 